# Ministeri de l'Aire d'Espanya
El Ministeri de l'Aire va ser el departament ministerial encarregat de l'aviació civil i militar a Espanya durant la Dictadura franquista, concretament entre els anys 1939 i 1977.
En finalitzar la Guerra Civil Espanyola va ser creat en 1939 per Llei de 8 d'agost de 1939, l'organització del qual i funcions van quedar regulades posteriorment. Va existir fins a 1977 en què es va suprimir amb el RD 1558/77, de 4 de juliol, quan el president del govern Adolfo Suárez va crear el Ministeri de Defensa que va integrar als ministeris de l'Aire, Exèrcit i Marina.

## Història
Durant la Segona República havia existit la Direcció general d'Aeronàutica, un organisme que tenia sota la seva jurisdicció tant a l'aviació militar i com la civil. Va desaparèixer després del començament de la Guerra civil.
Els antecedents directes del Ministeri troben en el Ministeri de Defensa Nacional creat durant Primer govern franquista (1938) i sota les ordres del llavors comandant de l'Exèrcit del Nord, Fidel Dávila Arrondo. Quedaven agrupats sota el seu control les tres branques de les Forces Armades: Exèrcit, Armada i Aviació. En 1939 per Llei de 8 d'agost de 1939 es defineix i regula el Ministeri de l'Aire, l'organització del qual i funcions van quedar delimitades per Decret d'1 de setembre de 1939. El general Juan Yagüe va ser nomenat nou Ministre de l'Aire, amb Fernando Barrón Ortiz com a Sotssecretari d'Aire.
Després del final de la guerra civil, el Ministre d'Aire va intentar construir un nou Exèrcit de l'Aire comptant amb l'ajuda de l'Alemanya nazi i Itàlia, i amb la clara intenció que participés en la guerra mundial a favor de l'Eix. Al començament de la II Guerra Mundial el nou Exèrcit de l'Aire disposava de 14 regiments i tres grups aeris, compostes al seu torn per 172 caces i 164 bombardejos de diferent tipus, al costat de 82 avions de cooperació i altres 75 aparells de diferent tipus capturats als republicans. Els informes emesos per l'Estat Major, no obstant això, deixaven en evidència el mal estat en què es trobaven els avions, la falta de recanvis i de combustible.Al final el projecte per ampliar la Força aèria va ser un fracàs donada la situació del país, i Yagüe va ser destituït i substituït per Juan Vigón. Des de 1940 es van buscar diferents emplaçaments per a la futura seu del Ministeri, després de diverses opcions es tria el solar de Moncloa. S'adquireixen els solars per l'Ajuntament de Madrid, sent alcalde Alberto Alcocer y Ribacoba; El general Vigón encarrega a l'arquitecte Luis Gutiérrez Soto la renovació de la zona i el disseny del nou edifici. Encara que l'edifici no va anar completament acabat fins a 1958, ja en 1954 estava complint la seva missió.
Va persistir fins a 1977 en què es va suprimir amb el RD 1558/77, del 4 de juliol, quan el president del govern Adolfo Suárez va crear el Ministeri de Defensa que va integrar als ministeris de l'Aire, Exèrcit i Marina, durant la Transició política, després de les primeres eleccions generals d'aquest mateix anys.

## Estructura orgànica
El 5 de setembre de 1939 es va organitzar l'estructura del Ministeri, quedant compost dels següents departaments:
- Estat Major de l'Aire.
- Sotssecretaria de l'Aire: dependents les Direccions generals d'Aviació Civil, de Personal, d'Infraestructura, de Material i d'Antiaeronáutica (antiaèria).
- Consell Superior Consultiu.
- Secretaria Particular del Ministre.
- Secretaria General i Tècnica.
- Secretaria Política.
- Junta Tècnica Administrativa.
- Assessoria Jurídica.

## Llista de Ministres
| # | Govern                     | Govern | Govern | Nom                            | Nom                    | Inici mandat           | Fi mandat          |
| - | -------------------------- | ------ | ------ | ------------------------------ | ---------------------- | ---------------------- | ------------------ |
| 1 | Francisco Franco Bahamonde |        | II     |                                | Juan Yagüe Blanco      | 9 d'agost de 1939      | 27 de juny de 1940 |
| 2 | Francisco Franco Bahamonde |        | II     | Juan Vigón Suero-Díaz          | 27 de juny de 1940     | 18 de juliol de 1945   |                    |
| 2 | Francisco Franco Bahamonde | III    |        | Juan Vigón Suero-Díaz          | 27 de juny de 1940     | 18 de juliol de 1945   |                    |
| 2 | Francisco Franco Bahamonde | IV     |        | Juan Vigón Suero-Díaz          | 27 de juny de 1940     | 18 de juliol de 1945   |                    |
| 3 | Francisco Franco Bahamonde | V      |        | Eduardo González Gallarza      | 20 de juliol de 1945   | 25 de febrer de 1957   |                    |
| 3 | Francisco Franco Bahamonde | VI     |        | Eduardo González Gallarza      | 20 de juliol de 1945   | 25 de febrer de 1957   |                    |
| 3 | Francisco Franco Bahamonde | VII    |        | Eduardo González Gallarza      | 20 de juliol de 1945   | 25 de febrer de 1957   |                    |
| 4 | Francisco Franco Bahamonde | VIII   |        | José Rodríguez y Díaz de Lecea | 25 de febrer de 1957   | 10 de juliol de 1962   |                    |
| 5 | Francisco Franco Bahamonde | IX     |        | José Daniel Lacalle Larraga    | 10 de juliol de 1962   | 29 d'octubre de 1969   |                    |
| 5 | Francisco Franco Bahamonde | X      |        | José Daniel Lacalle Larraga    | 10 de juliol de 1962   | 29 d'octubre de 1969   |                    |
| 5 | Francisco Franco Bahamonde | XI     |        | José Daniel Lacalle Larraga    | 10 de juliol de 1962   | 29 d'octubre de 1969   |                    |
| 6 | Francisco Franco Bahamonde | XII    |        | Julio Salvador y Díaz-Benjumea | 29 d'octubre de 1969   | 3 de gener de 1974     |                    |
| 6 | Francisco Franco Bahamonde | XIII   |        | Julio Salvador y Díaz-Benjumea | 29 d'octubre de 1969   | 3 de gener de 1974     |                    |
| 7 | Francisco Franco Bahamonde | XIV    |        | Mariano Cuadra Medina          | 3 de gener de 1974     | 12 de desembre de 1975 |                    |
| 7 | Francisco Franco Bahamonde | XV     |        | Mariano Cuadra Medina          | 3 de gener de 1974     | 12 de desembre de 1975 |                    |
| 8 | Joan Carles I d'Espanya    | I      |        | Carlos Franco Iribarnegaray    | 12 de desembre de 1975 | 4 de juliol de 1977    |                    |
| 8 | Joan Carles I d'Espanya    | II     |        | Carlos Franco Iribarnegaray    | 12 de desembre de 1975 | 4 de juliol de 1977    |                    |